# گانگانگر
گانگانگر
شهر گانگانگر (به انگلیسی: Ganganagar) با جمعیت ۲۵۳٫۶۹۸ نفر در ایالت راجستان در کشور هند واقع شده‌است.